# Suzanne Aubert
Pour les articles homonymes, voir Aubert.
Ne doit pas être confondu avec Suzanne Auber.
Suzanne Aubert, née le 19 juin 1835 à Saint-Symphorien-de-Lay (Loire, France) et morte le 1er octobre 1926 à Wellington (Nouvelle-Zélande), est une religieuse catholique française, missionnaire en Nouvelle-Zélande, fondatrice de la congrégation des Filles de Notre-Dame de la Compassion et reconnue vénérable en 2016 par le pape François.

## Biographie

### La congrégation de la Sainte-Famille

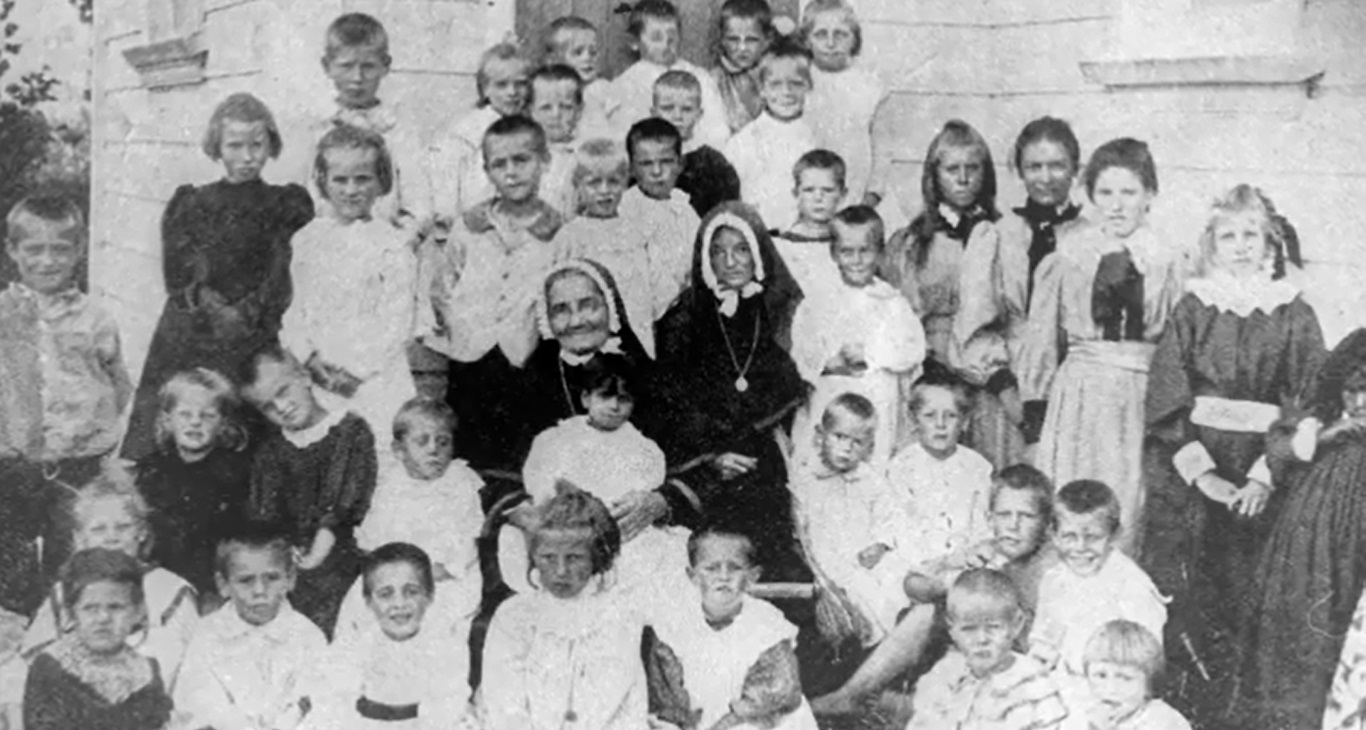
Mère Suzanne Aubert au milieu des enfants de la congrégation.

En 1860, alors qu'elle est âgée de 25 ans, elle répond à l'appel de Mgr Jean-Baptiste Pompallier et rejoint l'équipe de prêtres, religieuses et séminaristes constituée pour travailler au développement de l'Église catholique en Nouvelle-Zélande.
Devenue Sœur Saint-Joseph, elle est chargée d'enseigner l'italien, le chant et la broderie aux filles de colons, bien qu'elle fût venue en Nouvelle-Zélande pour évangéliser les Maoris. Toutefois, Suzanne fait la connaissance de Peata, l'une des premières Maories converties au catholicisme. Celle-ci l'emmène dans sa famille, lui fait découvrir le bush et l'introduit dans les tribus.
En 1862, Suzanne Aubert et son amie fondent la congrégation de la Sainte-Famille dans le but d'enseigner aux jeunes filles Maories et métisses. Mais, en 1870, le diocèse de Wilmington fait faillite, les murs sont vendus et la congrégation est dissoute. La supérieure est alors encouragée à rentrer à Lyon par les autorités ecclésiastiques et par sa famille. Mais celle-ci refuse et s'installe près d'une mission française de la baie d'Hawke, où elle apprend à soigner à l'aide des plantes et de la médecine traditionnelle pour venir en aide aux Maoris, décimés par les maladies importées d'Europe. Elle rédige également un dictionnaire anglais-maori pour faciliter le dialogue entre Maoris et Européens.

### Le Tiers-ordre de Marie

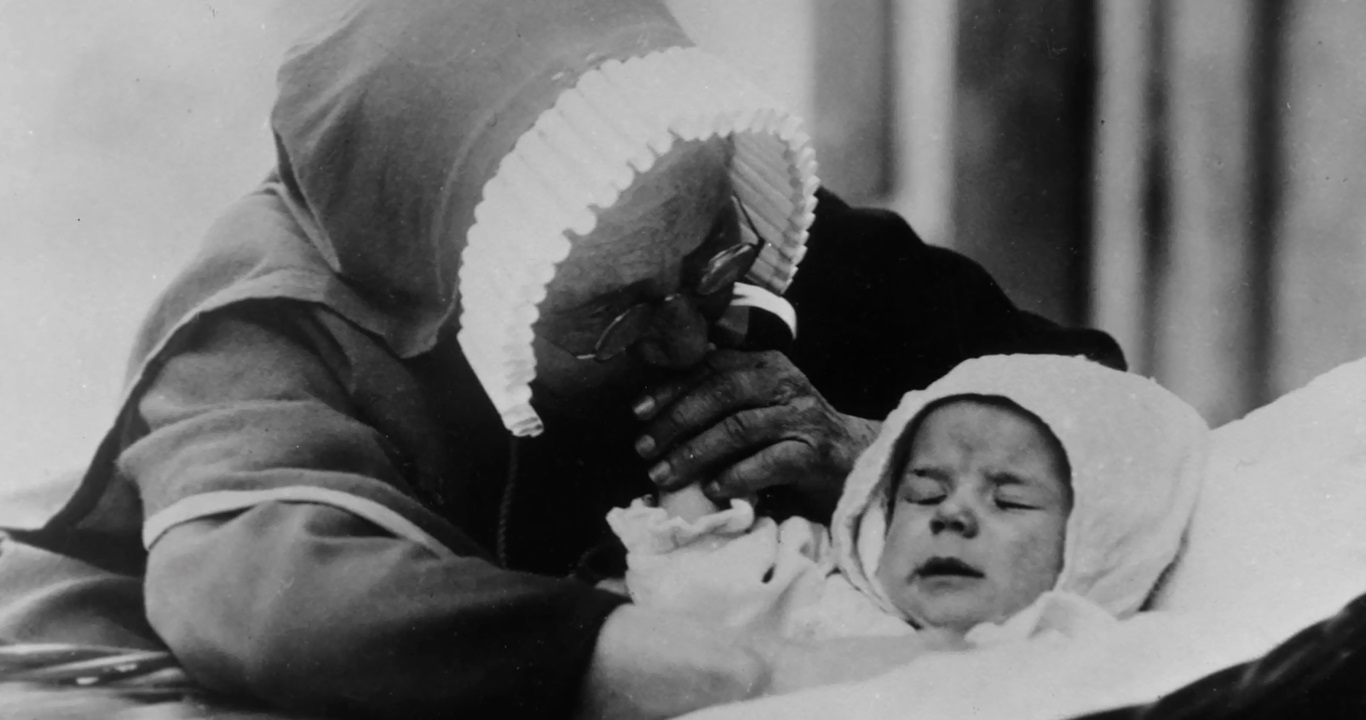
Suzanne Aubert s'occupant d'un enfant abandonné.

En 1883, Mgr John Luck lui demande de créer une communauté du Tiers-Ordre de Marie et de s'installer à Hiruharama, un petit village sur le grand fleuve Whanganui. Entourée de nombreuses novices, elle achète une grande ferme pour y accueillir les enfants abandonnés. Pour faire vivre l'orphelinat, Suzanne décide de commercialiser ses médicaments naturels. L'affaire est un succès qui la rend célèbre : les potions de « Mother Aubert » se vendent dans toute la Nouvelle-Zélande. Mais des préparations trop diluées fermentent et la religieuse décide de mettre fin à son commerce. Dans le même temps, des épidémies déciment les enfants de l'orphelinat et les maristes refusent d'intégrer la communauté dans leur ordre.

### Les Filles de Notre-Dame de la Compassion

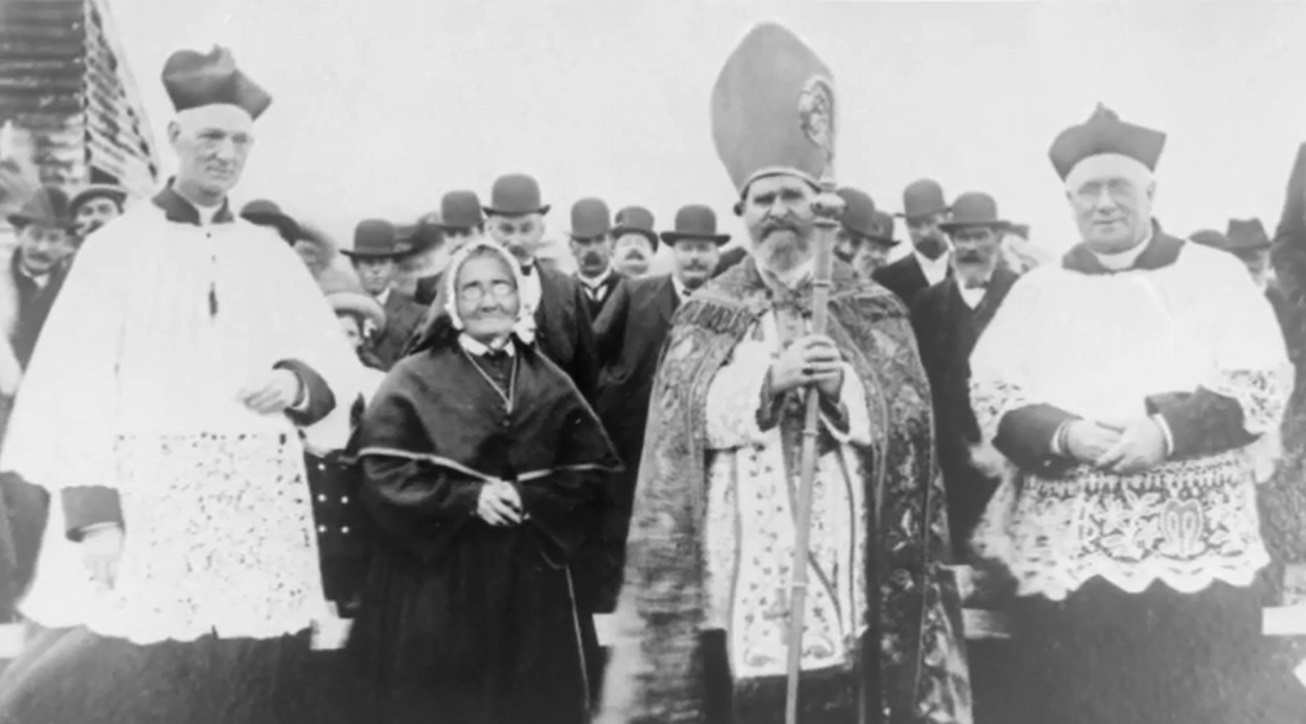
La religieuse française auprès de Mgr Walter Steins Bisschop.

Après ces épreuves difficiles, elle fonde la première congrégation néo-zélandaise : les filles de Notre-Dame de la Compassion, dont le charisme est de « compatir à toutes les souffrances ». En 1899, elle et ses filles créent la première soupe populaire du pays à Wellington. Les fondations se multiplient et les dons affluent : les sœurs fondent un hôpital pour les handicapés, une crèche pour les enfants et un nouvel orphelinat.
Mais les autorités catholiques lui reprochent son autorité et sa trop forte autonomie, et même pour certains d'autoriser les sœurs de sa congrégation à monter à cheval. C'est ainsi qu'en 1914, alors qu'elle est âgée de 78 ans, elle part secrètement à Rome dans le but d'en appeler au Saint-Père. Le 1er avril 1917, le pape Benoît XV — qui la surnomme « la petite sœur du Curé d'Ars » — approuve ses constitutions par un décret de louange. À son retour, en 1920, elle ouvre encore une école d'infirmières pour les sœurs.
Elle meurt le 1er octobre 1926, à l'âge de 91 ans. Une foule immense assiste à ses funérailles à l'église Sainte-Marie-des-Anges de Wellington et à son enterrement, parmi laquelle le Premier ministre Gordon Coates.

## Postérité
En 2006, Mgr John Dew, archevêque de Wellington, introduit sa cause de béatification à Rome. Le 1er décembre 2016, le pape François autorise la promulgation du décret reconnaissant ses vertus héroïques et la déclare ainsi vénérable.